# Tila
Tila constitui um gênero de mariposas.

## Espécies
- Tila capsophilella (Chrétien 1900)
- Tila sequanda (Povolny 1974)